# Heterodrilus flexuosus
Heterodrilus flexuosus är en ringmaskart som beskrevs av Erséus 1990. Heterodrilus flexuosus ingår i släktet Heterodrilus och familjen glattmaskar. Inga underarter finns listade i Catalogue of Life.